# Сражение при Вилькапухио
Сражение при Вилькапухио (кечуа. Священный колодец) (исп. Batalla de Vilcapugio) — сражение, произошедшее 1 октября 1813 года во время второго похода Северной армии Соединённых провинций в Верхнее Перу, в котором войска под командованием генерала Мануэля Бельграно потерпели поражение от армии роялистов Хоакина де ла Песуэлы.

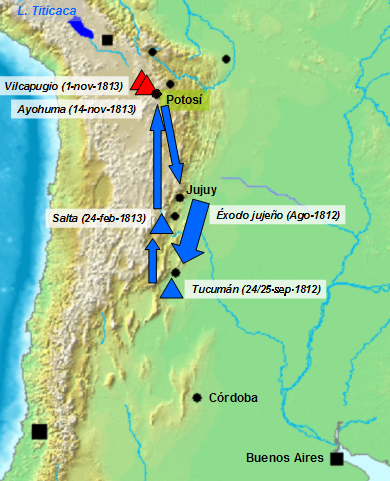
Второй поход в Верхнее Перу (1812-1813). Треугольники обозначают сражения: синий цвет — победы патриотов; красный цвет — победы роялистов.

## Перед сражением
После побед Северной армии в битвах при Тукумане и Сальте по настоянию правительства в Буэнос-Айресе была возобновлена кампания против роялистов в Верхнем Перу. Несмотря на то что он заболел малярией, Бельграно принял командный пост. Зная, что у армии роялистов недостаточно мулов для перемещения артиллерии и провианта, Бельграно планировал окружить и разбить войска противника, уверенно полагая, что отсутствие мобильности Песуэлы станет решающим фактором.
В конце сентября 1813 года большая часть армии Бельграно прибыла к северу от Потоси на равнину Вилькапухио, плато, окруженное высокими горами. Войска роялистов расположились лагерем дальше на запад,  в Кондо-Кондо. По приказу Пасуэлы майор Сатурнино Кастро застал врасплох и полностью разбил в Анкакато, в 23 км к северу от штаб-квартиры Бельграно, местные войска патриотов полковника Карденаса. Кастро также добыл документы с инструкциями Бельграно Карденасу. Благодаря этим документам Песуэла смог предупредить план Бельграно и 1 октября начал свое наступление в горы, задолго до того, как кавалерия патриотов полковника Селайи из Кочабамбы смогла присоединиться к Северной армии в Вилькапухио.

## Ход сражения
1 октября 1813 года две армии встретились друг с другом на плато Вилькапухио, на высоте почти 4000 метров над уровнем моря. Бой начался артиллерийским огнем армии патриотов; вскоре после этого Бельграно приказал провести штыковую атаку по всей линии, в результате которой левый фланг и центр роялистов были разбиты и бежали. Сам Песуэла считал битву уже проигранной, однако правое крыло роялистов, бывшее под командой Пикоаги и Оланьеты, оказало упорное сопротивление. Прибытие роялистской кавалерии под командованием Сатурнино Кастро позволило Песуэле сплотить свои войска и снова бросить их против патриотов. Роялисты захватили всю их артиллерию и стали обстреливать лагерь Бельграно, солдаты которого в панике бежали частью в Потоси, частью в Кочабамбу

## Результаты
Потери Северной армии были очень велики: около 600 убитых, большое количество пленных, тысяча ружей, вся артиллерия и снаряжение. После сражения Бельграно разбил свой лагерь в Маха, недалеко от Чаянты, где к его войскам присоединились остатки отряда Селайи. Здесь Бельграно занялся реорганизацией своей армии, которая получила подкрепление от местного населения.